# GERRY ジェリー
『GERRY ジェリー』（Gerry）は、ガス・ヴァン・サント監督、マット・デイモン、ケイシー・アフレック出演による2002年公開のアメリカ映画である。日常生活での死を題材にし、『エレファント』と『ラストデイズ』を含めた３部作の最初の作品である。

## 概要
主人公2人の名前はジェリーである。作中、ジェリーは「間違い」という意味で使われるが、ドジをした時にも使うアフレックとデイモンによる造語であり、映画のタイトルに決まる前から彼らはこの言葉を使っていた。
この映画は、ニューメキシコ州のカールズバッド洞窟群国立公園で友人2人が迷子になり1人が死亡した実話を基にしている。

## あらすじ
主人公達は、人里離れた場所をドライブ中に車を降り、歩き始める。すぐ近くには「荒野の小道」との標識が立つ。小休止していると、他のハイカーらが通り過ぎていく。しばらく話をしたり走ったりした後、元の場所に戻ることにするが、しだいに道に迷ったことに気付く。夜になり焚き火をすることにする。水や食料なしで荒野を数日さまよう。彼らは二手に分かれてみたり、自分たちの足跡や動物の足跡をたどったりする。しかし、いずれも無駄に終わり、救いようのない状況にお互いイライラが募る。やがて砂漠の真っ只中を無言でよろめき歩き、ついには疲労と脱水症状に見舞われ倒れ込んでしまう。より衰弱した方（アフレック）が「先に逝く」と言い、もう一方（デイモン）に手を伸ばす。デイモン演じる主人公は衰弱した方に乗りかかり、何も言わず首を絞めると自らは意識を失う。しばらくして、デイモン演じる主人公は目を覚まし、幹線道路が走っているのに気付く。彼はひどい日焼けを負いながらも父子が乗る車に同乗させてもらい、過ぎ行く風景を車中から眺めているシーンで終わる。

## 制作
撮影はアルゼンチン、デスバレー、そしてボンネビル・ソルトフラッツにて、小人数のスタッフによって行われた。

## 評価
レビュー・アグリゲーターのRotten Tomatoesでは100件のレビューで支持率は61%、平均点は6.20/10となった。Metacriticでは31件のレビューを基に加重平均値が54/100となった。